# 次ナルTV
『次ナルTV』（つぎなるてれび）は、フジテレビで2015年4月17日から2022年3月26日
まで放送されていたメディアミックスバラエティ番組である。司会はタカシ。

## 概要
フジテレビNEXT smartで配信されたコンテンツをダイジェストで紹介する番組。かつて地上波で放送されていないフジテレビのコンテンツを地上波初放送していたメディアの苗床やメディア工房の流れを汲む。
番組開始から2015年12月17日までは、毎週金曜日 2時55分 - 3時25分（木曜日深夜）に、2016年1月17日から3月20日までは、毎週日曜日 2時10分 - 3時40分（土曜日深夜）放送していた。
2016年4月14日からは、『次ナルTV-G』のタイトルで、毎週木曜日 3:00 - 3:30（水曜日深夜）に、2016年10月15日からは、毎週土曜日 2:50 - 3:20（金曜日深夜）から放送。
2017年4月15日からは、超特急メンバーがマンスリーゲストMCとして登場する。
2017年10月からは毎週土曜日 1:55 - 2:25（金曜日深夜）から放送。
2019年10月からは毎週土曜日 2:30 - 3:00（金曜日深夜）から放送。
2020年1月からは毎週土曜日 2:25 - 2:55（金曜日深夜）から放送。

## 出演者
MC
※いずれも超特急のメンバー
- タカシ（2020年4月10日 - ）

マンスリーゲストMC
- タクヤ（2017年4月）[5]
- カイ（2017年5月）[6]
- タカシ（2017年6月）[7]
- リョウガ（2017年7月）[8]
- コーイチ（2017年8月）[9]

## 過去の出演者
MC
- 筧美和子(2015年4月17日 - 9月3日)[1]。
- 星名美怜(私立恵比寿中学、2015年10月16日 - 2016年3月20日)[2]
- ユースケ（超特急、2016年4月14日 - 2020年3月）[3]

## ネット局
| 放送地域   | 放送局     | 放送期間         | 放送日時         | 遅れ   |
| ---------- | ---------- | ---------------- | ---------------- | ------ |
| 関東広域圏 | フジテレビ | 2016年10月15日 - | 土曜 2:30 - 3:00 | 制作局 |

## スタッフ
- 制作協力：charlie's ZORO
- 制作著作：フジテレビ

過去のスタッフ
- 制作協力：共同テレビ